# Empurany
Empurany est une commune française située dans le département de l'Ardèche, en région Auvergne-Rhône-Alpes.
Ses habitants sont appelés les Empuraniens et les Empuraniennes.

## Géographie

### Situation et description
La commune, traversée par le 45e parallèle nord, est de ce fait située à égale distance du pôle Nord et de l'équateur terrestre (environ 5 000 km).

### Communes limitrophes
|          | Saint-Félicien | Arlebosc   |
| Nozières | Empurany       |            |
|          | Lamastre       | Le Crestet |

### Climat
Pour des articles plus généraux, voir Climat d'Auvergne-Rhône-Alpes et Climat de l'Ardèche.
En 2010, le climat de la commune est de type climat méditerranéen altéré, selon une étude du CNRS s'appuyant sur une série de données couvrant la période 1971-2000. En 2020, Météo-France publie une typologie des climats de la France métropolitaine dans laquelle la commune est exposée à un climat de montagne ou de marges de montagne et est dans une zone de transition entre les régions climatiques « Moyenne vallée du Rhône » et « Sud-est du Massif Central ».
Pour la période 1971-2000, la température annuelle moyenne est de 11,1 °C, avec une amplitude thermique annuelle de 17 °C. Le cumul annuel moyen de précipitations est de 1 029 mm, avec 8 jours de précipitations en janvier et 5,7 jours en juillet. Pour la période 1991-2020, la température moyenne annuelle observée sur la station météorologique de Météo-France la plus proche, « Colombier Jeune Rad », sur la commune de Colombier-le-Jeune à 8 km à vol d'oiseau, est de 11,6 °C et le cumul annuel moyen de précipitations est de 965,0 mm,. Pour l'avenir, les paramètres climatiques de la commune estimés pour 2050 selon différents scénarios d'émission de gaz à effet de serre sont consultables sur un site dédié publié par Météo-France en novembre 2022.

### Hydrographie
La partie méridionale du territoire d'Empurany est bordé par le Doux, rivière d'une longueur de 70,1 km de longueur, un affluent de la rive droite du Rhône et qui s'écoule depuis les Monts du Vivarais, jusqu'à Tournon-sur-Rhône où il conflue avec le fleuve méditerranéen. La commune est également traversée par l'Eal.

## Urbanisme

### Typologie
Au 1er janvier 2024, Empurany est catégorisée commune rurale à habitat très dispersé, selon la nouvelle grille communale de densité à 7 niveaux définie par l'Insee en 2022.
Elle est située hors unité urbaine et hors attraction des villes,.

### Occupation des sols
L'occupation des sols de la commune, telle qu'elle ressort de la base de données européenne d’occupation biophysique des sols Corine Land Cover (CLC), est marquée par l'importance des territoires agricoles (60,8 % en 2018), une proportion sensiblement équivalente à celle de 1990 (60,7 %). La répartition détaillée en 2018 est la suivante : forêts (37,9 %), zones agricoles hétérogènes (37,5 %), prairies (23,2 %), milieux à végétation arbustive et/ou herbacée (1,3 %).
L'évolution de l’occupation des sols de la commune et de ses infrastructures peut être observée sur les différentes représentations cartographiques du territoire : la carte de Cassini (XVIIIe siècle), la carte d'état-major (1820-1866) et les cartes ou photos aériennes de l'IGN pour la période actuelle (1950 à aujourd'hui).

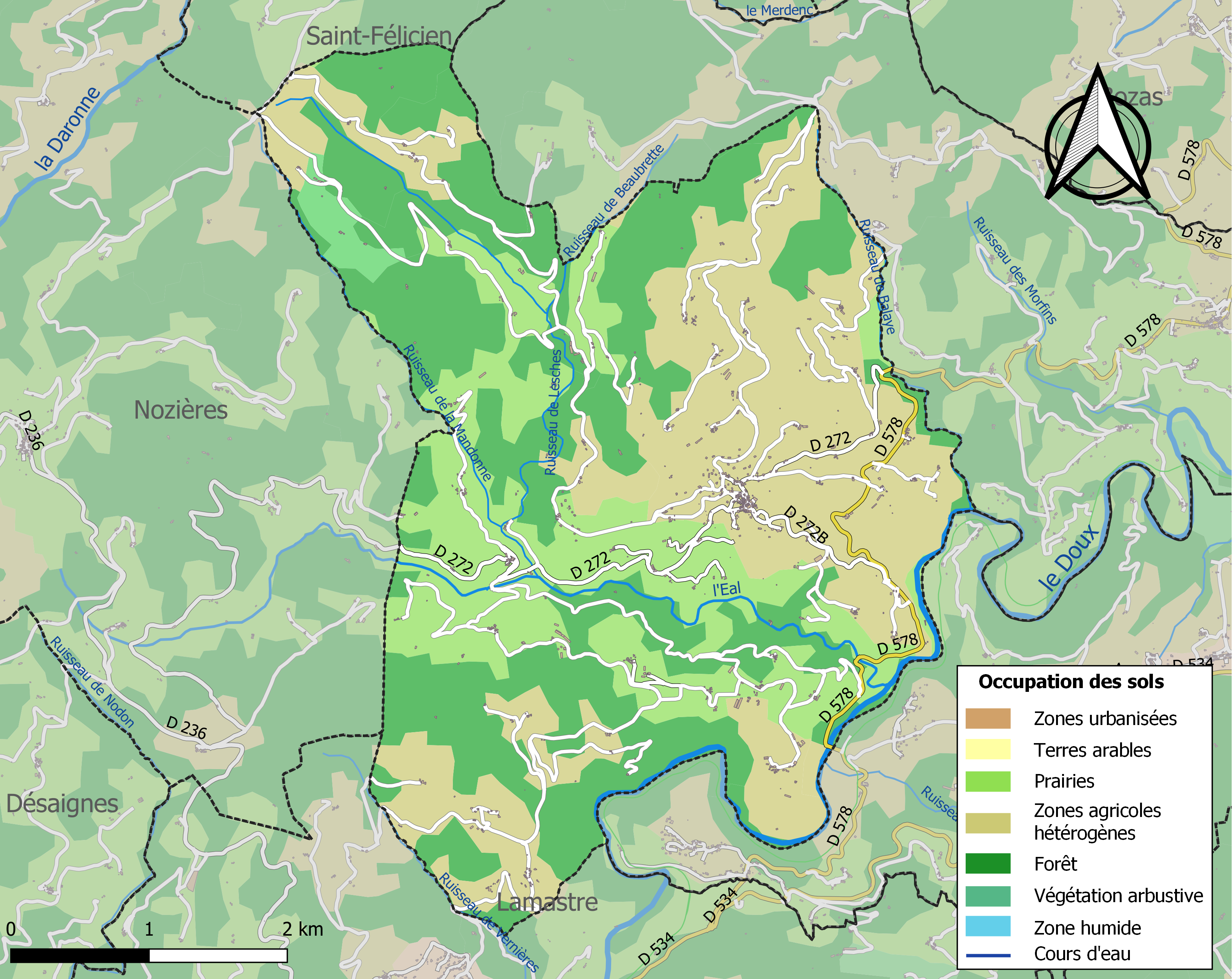
Carte des infrastructures et de l'occupation des sols de la commune en 2018 (CLC).

## Toponymie
D'après Albert Dauzat et Charles Rostaing, ce toponyme provient du nom d'homme latin *Ampurius (de Ampius) et du suffixe -iacum, comme Ampriani, Empuré et Empury.

## Histoire

### Antiquité
À l'époque gallo-romaine, le village était sans doute un lieu de transit ou de marché et peut-être même un entrepôt du port grec de Mysosco (Saint-Jean-de-Muzols). Des noms de lieux-dits tels que « la Naute » vont dans le sens de cette hypothèse.

### Moyen Âge
L'essentiel des traces du passé à Empurany réside dans son église du XIIe – XIIIe siècle, aujourd'hui restaurée en pierres apparentes.
Elle fut construite sur l'emplacement d'une petite chapelle érigée sous Charlemagne en l'an 805. Elle est restée en grande partie de style roman, après avoir été rebâtie et agrandie plusieurs fois.

### Époque contemporaine
Jusqu'au XIXe siècle, Empurany a gardé une tradition artisanale et industrielle actuellement disparue. Empurany comptait alors plus d'une dizaine de forges et plus de 2 000 habitants. Le village était un grand centre de fabrication de faucilles, outils de prédilection pour les moissons, notamment en zone de montagne.

## Politique et administration

### Liste des maires
| Période                                  | Période                      | Identité       | Étiquette | Qualité                              |
| ---------------------------------------- | ---------------------------- | -------------- | --------- | ------------------------------------ |
| Les données manquantes sont à compléter. |                              |                |           |                                      |
| mars 1965                                | juin 1995                    | Henri Laroux   |           | Instituteur Conseiller général       |
| juin 1995                                | mars 2014                    | Michel Lassara |           |                                      |
| mars 2014                                | En cours (au 6 février 2021) | Denis Glaizol, | SE        | Agriculteur-propriétaire-exploitant, |

## Population et société

### Démographie
Les habitants de la commune sont appelés les Empuraniens et les Empuraniennes.
L'évolution du nombre d'habitants est connue à travers les recensements de la population effectués dans la commune depuis 1793. Pour les communes de moins de 10 000 habitants, une enquête de recensement portant sur toute la population est réalisée tous les cinq ans, les populations de référence des années intermédiaires étant quant à elles estimées par interpolation ou extrapolation. Pour la commune, le premier recensement exhaustif entrant dans le cadre du nouveau dispositif a été réalisé en 2006.

En 2022, la commune comptait 573 habitants, en évolution de −3,37 % par rapport à 2016 (Ardèche : +2,48 %, France hors Mayotte : +2,11 %).
| 1793  | 1800  | 1806  | 1821  | 1831  | 1836  | 1841  | 1846  | 1851  |
| ----- | ----- | ----- | ----- | ----- | ----- | ----- | ----- | ----- |
| 1 500 | 1 234 | 1 550 | 1 198 | 1 495 | 1 550 | 1 715 | 1 708 | 1 871 |

| 1856  | 1861  | 1866  | 1872  | 1876  | 1881  | 1886  | 1891  | 1896  |
| ----- | ----- | ----- | ----- | ----- | ----- | ----- | ----- | ----- |
| 1 752 | 1 855 | 1 842 | 1 889 | 1 877 | 1 749 | 1 794 | 1 790 | 1 848 |

| 1901  | 1906  | 1911  | 1921  | 1926  | 1931  | 1936  | 1946 | 1954 |
| ----- | ----- | ----- | ----- | ----- | ----- | ----- | ---- | ---- |
| 1 828 | 1 785 | 1 649 | 1 337 | 1 269 | 1 153 | 1 075 | 984  | 907  |

| 1962 | 1968 | 1975 | 1982 | 1990 | 1999 | 2006 | 2011 | 2016 |
| ---- | ---- | ---- | ---- | ---- | ---- | ---- | ---- | ---- |
| 855  | 770  | 696  | 631  | 546  | 492  | 532  | 547  | 593  |

| 2021 | 2022 | - | - | - | - | - | - | - |
| ---- | ---- | - | - | - | - | - | - | - |
| 588  | 573  | - | - | - | - | - | - | - |

### Enseignement
La commune est rattachée à l'académie de Grenoble.

### Médias
La commune est située dans la zone de distribution de deux organes de la presse écrite :
- L'Hebdo de l'Ardèche, journal hebdomadaire français basé à Valence et diffusé à Privas depuis 1999, couvrant l'actualité de tout le département de l'Ardèche ;
- Le Dauphiné libéré, journal quotidien de la presse écrite française régionale distribué dans la plupart des départements de l'ancienne région Rhône-Alpes, notamment l'Ardèche. La commune est située dans la zone d'édition d'Annonay-Tournon-Nord Ardèche.

### Cultes
La communauté catholique et l'église paroissiale d'Empurany (propriété de la commune) dépendent de la paroisse « Saint Basile Entre Doux et Dunière » dont la maison paroissiale, située à Lamastre, est rattachée au diocèse de Viviers.

## Culture locale et patrimoine

### Lieux et monuments

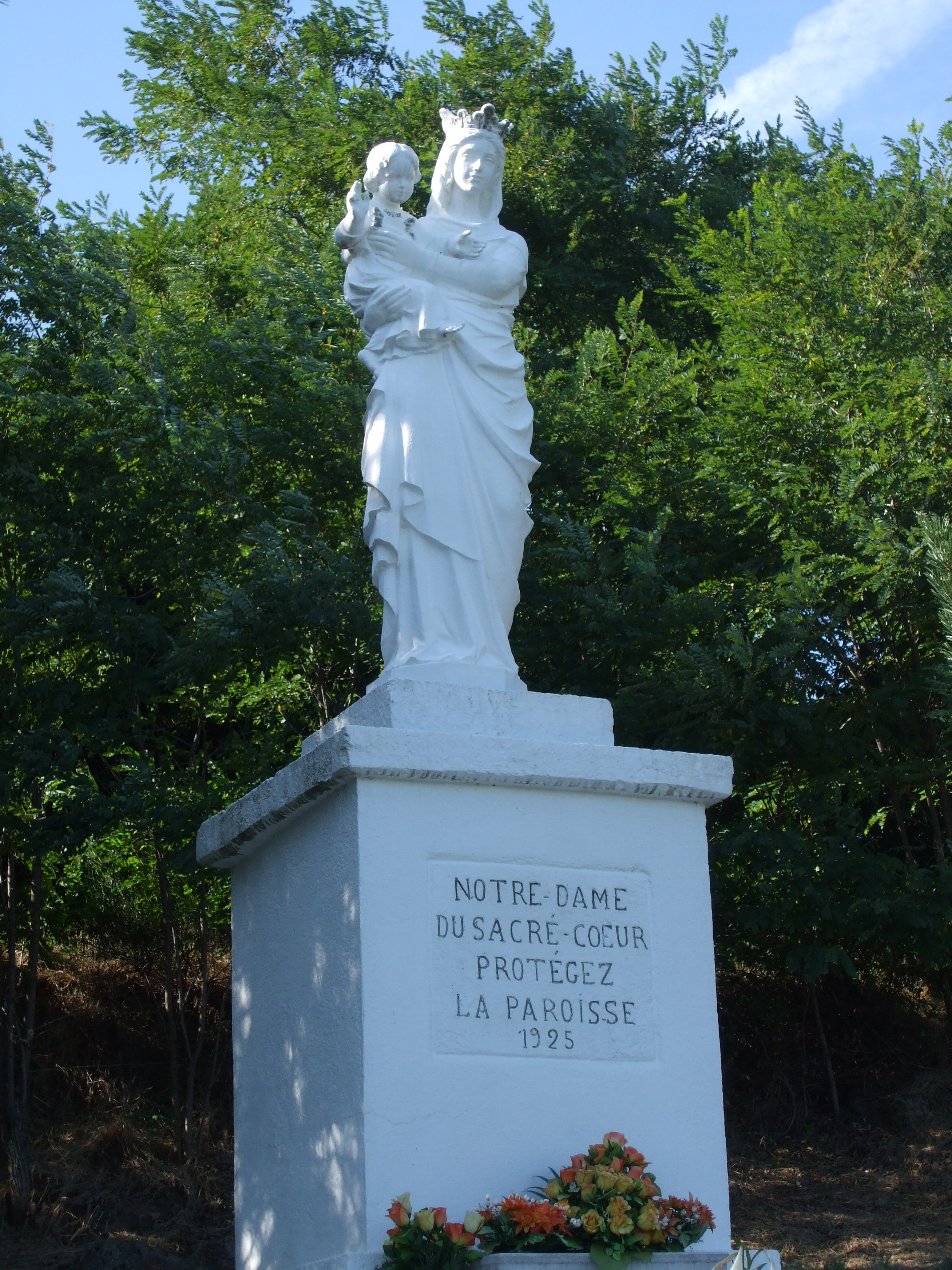
Statue de la Vierge à l'Enfant.

- Église Saint-Michel d'Empurany.
- Statue de la Vierge à l'Enfant.

### Personnalités liées à la commune
- Charles-André Seignobos, homme politique né le 25 août 1822 à Empurany (Ardèche) et décédé le 28 juin 1892 à Paris.

### Héraldique
| Blason de Empurany | Blason  | Coupé ondé : au 1er parti au I de sinople à la faucille d'argent emmanchée d'or et posée en barre, au II de gueules au griffon d'or, au 2e d'azur au vol d'argent. |
| Blason de Empurany | Détails | Création de Jean-François Binon adopté par la municipalité en 2018.                                                                                                |